# 圣柴诺圣殿

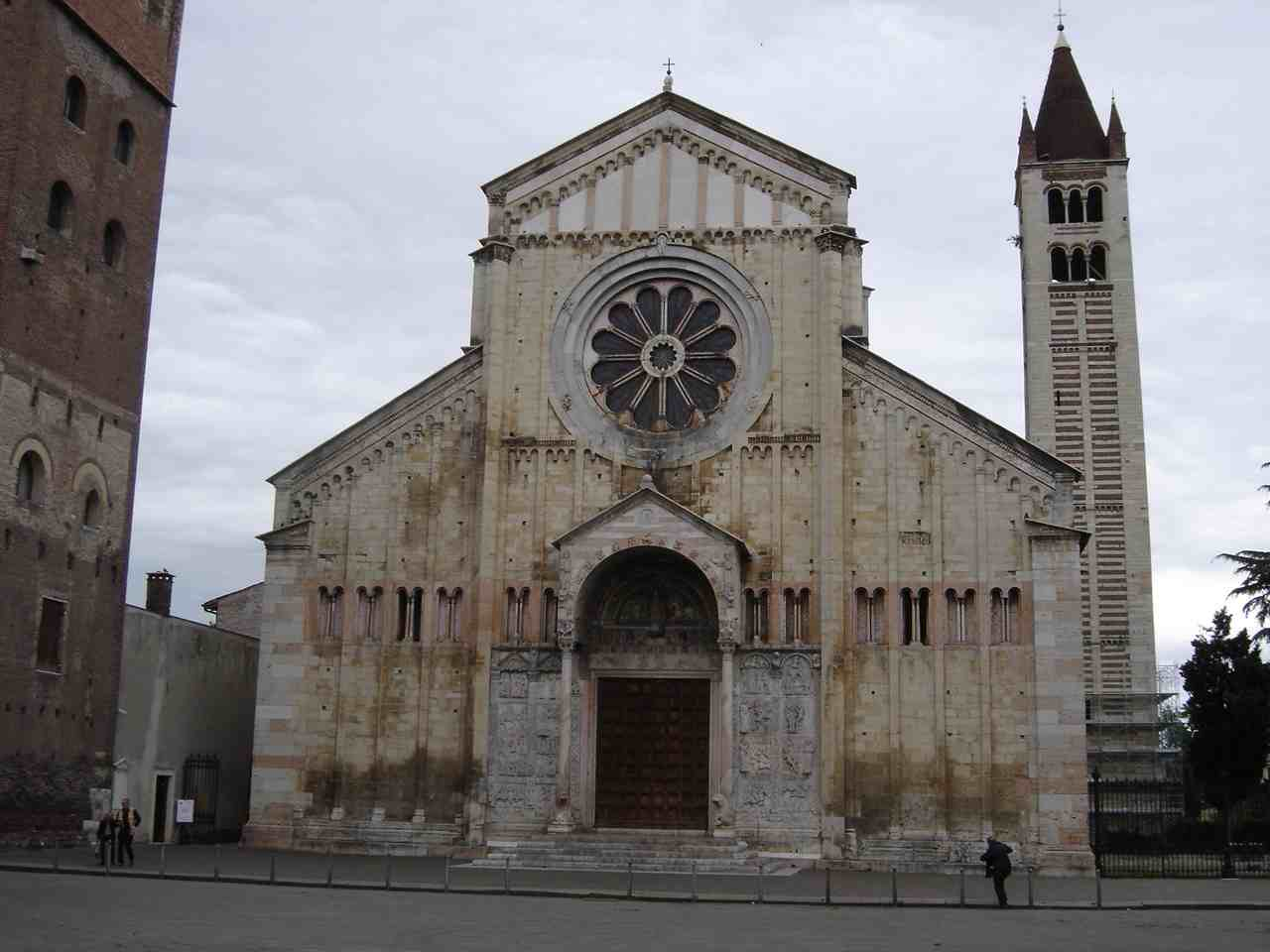
圣柴诺圣殿

圣柴诺圣殿（Basilica di San Zeno）是一座罗马天主教宗座圣殿，位于意大利北部城市维罗纳的圣柴诺广场。供奉圣柴诺。
该堂为维罗纳后来所有罗曼式建筑的楷模。
该堂为拉丁十字平面，有一个通廊，两个侧廊，以科林斯柱隔开。天花板为14世纪原物。
传说其地下室为莎士比亚的《罗密欧与朱丽叶》的结婚地点。

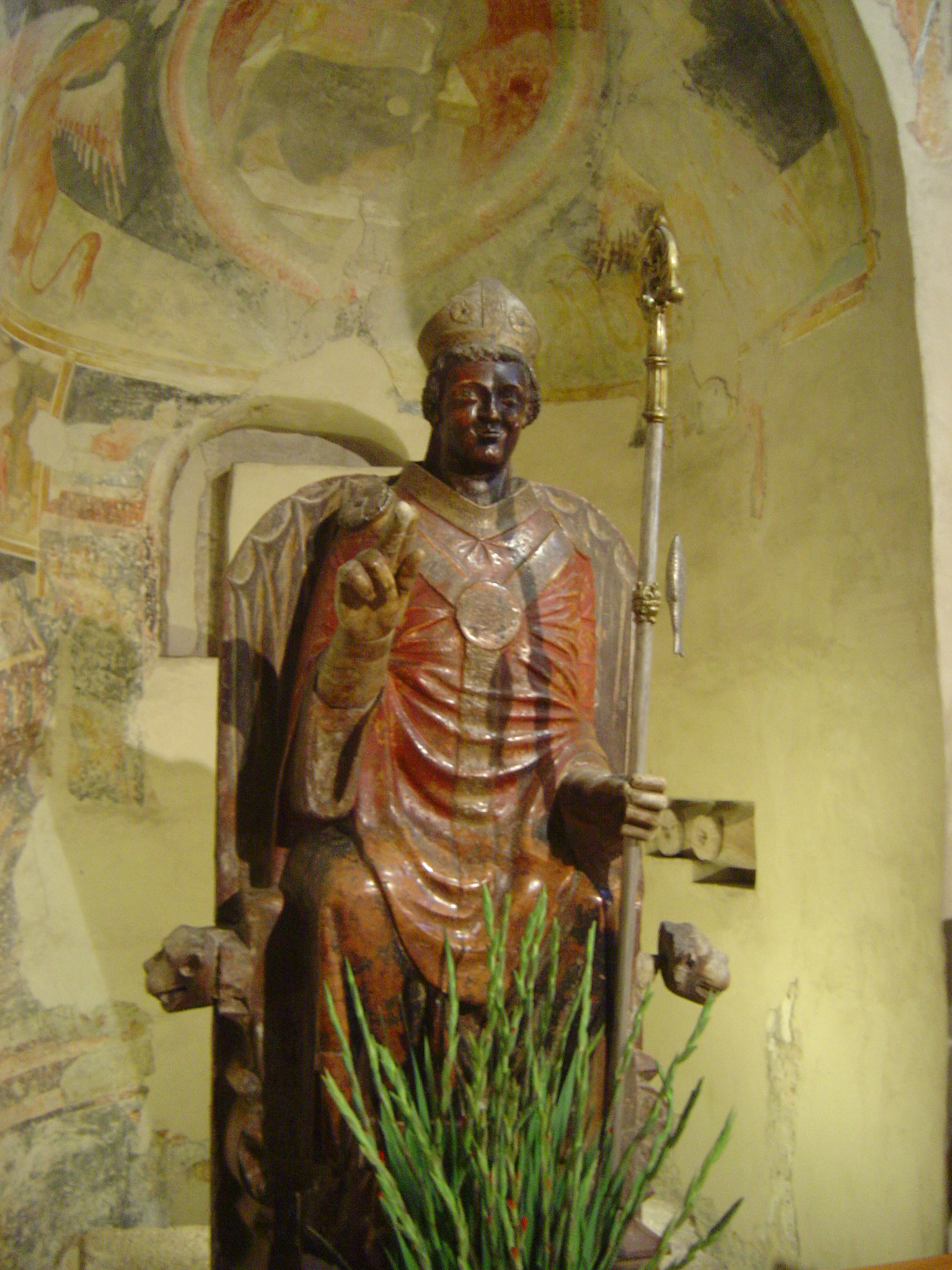
圣柴诺

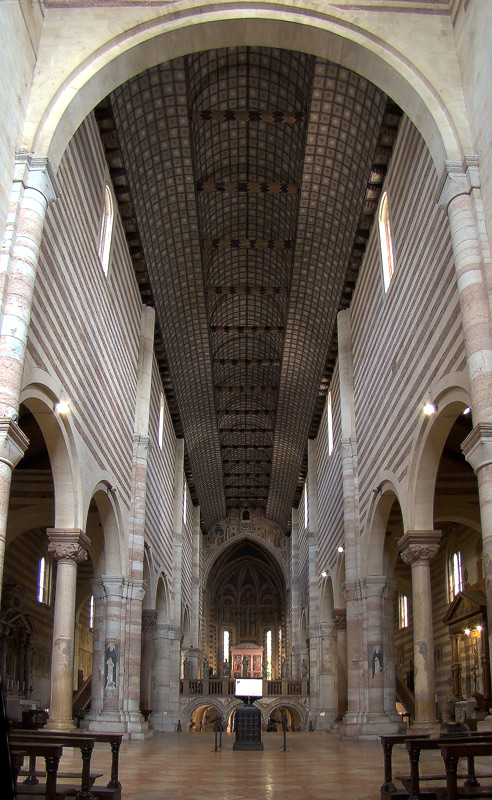
通廊